# Bradford Washburn
Pour les articles homonymes, voir Washburn.
Henry Bradford Washburn, Jr., né le 7 juin 1910 à Cambridge (Massachusetts) et mort le 10 janvier 2007 à Lexington, est un explorateur, alpiniste, photographe et cartographe américain.

## Biographie
Bien qu'il ait grimpé dans les Alpes dans les années 1920, l'essentiel de son activité s'est déroulé dans les montagnes d'Alaska et en particulier sur le mont McKinley, qu'il cartographia et duquel il fit d'excellentes photos aériennes.
Sa femme, Barbara, participa souvent à ses expéditions, et en 1947, elle réalisa la première ascension féminine du mont McKinley. 
Il a travaillé tout au long de sa vie pour prouver que Frederick Cook n'avait pas conquis le sommet du mont McKinley. Washburn était convaincu que la première personne à le faire était Hudson Stuck et son groupe.
Bradford Washburn a créé le musée de la Science de Boston, qu'il dirigea de 1939 à 1980, et de 1985 jusqu'à sa mort à 96 ans, comme directeur honoraire, le 10 janvier 2007 à Lexington.

## Ascensions

L'aiguille Verte et le couloir Couturier (en rouge)

- 1929 - Première ascension du couloir Couturier à l'aiguille Verte en compagnie de Georges Charlet, Alfred Couttet et André Devouassoux.
- 1930 - Tentative infructueuse au mont Fairweather.
- 1933 - Mont Crillon.
- 1937 - Mont Lucania.
- 1938 - Mont Sanford.
- 1938 - Mont Marcus Baker.
- 1942 - Troisième ascension du mont McKinley.
- 1951 - Première de l'éperon ouest du mont McKinley.

## Découverte d'appareils photographiques en 2022
Des appareils photographiques que Bradford Washburn avait dû abandonner en 1937 lors d'une expédition sur le mont Luciana au Yukon (Canada) ont été découverts dans un glacier en 2022.